# Georges Urbain
Georges Urbain (ur. 12 kwietnia 1872 w Paryżu, zm. 5 listopada 1938 tamże) – francuski chemik, odkrywca iterbu i lutetu.

## Zarys biografii
W 1899 ukończył inżynierskie studia chemiczne w École Supérieure de Physique et de Chimie Industrielles de la Ville de Paris (ESPCI). W 1908 został profesorem na Sorbonie. W 1921 stał się członkiem Francuskiej Akademii Nauk. W latach 1928–1938 kierował École nationale supérieure de chimie de Paris (Chimie ParisTech) i – wraz z fizykiem Jeanem Perrinem – oddziałem chemii paryskiego Instytutu Rockefellera Biologii Fizyko-Chemicznej.
Jako naukowiec zajmował się badaniem lantanowców, przy użyciu metody krystalizacji frakcyjnej, którą udoskonalił. W 1907 r., w tym samym czasie co Carl Auer von Welsbach, ale niezależnie od niego i inną metodą, rozdzielił ówczesny „iterb” (odkryty w 1878 r. przez Jeana Charles'a de Marignaca) na właściwe pierwiastki, iterb i lutet.